# Liu Liping
Liu Liping (1 de junho de 1958) é uma ex-handebolista chinesa, medalhista olímpica.
Liu Liping fez parte do elenco da medalha de bronze inédita chinesa, em Los Angeles 1984.